# Faray
Faray es una pequeña isla perteneciente al grupo de las Órcadas, en Escocia. La isla se encuentra localizada entre Eday y Westray. La isla se mantuvo habitada hasta los años 30, albergando actualmente una colonia importante de foca gris (Halichoerus grypus).
Faray no debe ser confundida con la isla de Fara, cerca de Hoy.
- Datos: Q1396255
- Multimedia: Faray / Q1396255